# Білівський сільський округ
Білі́вський сільський округ (каз. Белое ауылдық округі, рос. Беловский сельский округ) — адміністративна одиниця у складі Мамлютського району Північноказахстанської області Казахстану. Адміністративний центр — село Біле.
Населення — 950 осіб (2021; 1305 у 2009, 2434 у 1999, 2922 у 1989).
Станом на 1989 рік існували Леденьовська сільська рада (села Біле, Прогрес, Студене, Щуче) та Родинська сільська рада (села Коваль, Сливне, Чисте). Села Прогрес та Студенне були ліквідовані 2018 року, село Сливне — 2024 року.

## Склад
До складу округу входять такі населені пункти:
| Населений пункт | Старі назви | Населення, осіб (1989) | Населення, осіб (1999) | Населення, осіб (2009) | Населення, осіб (2021) |
| --------------- | ----------- | ---------------------- | ---------------------- | ---------------------- | ---------------------- |
| Біле, село      | -           | 1035                   | 962                    | 718                    | 643                    |
| Коваль, село    | -           | 183                    | 175                    | 65                     | 46                     |
| Прогрес, село   | -           | 241                    | 209                    | 41                     | -                      |
| Сливне, село    | -           | 190                    | 135                    | 60                     | 13                     |
| Студенне, село  | Студене     | 100                    | 98                     | 1                      | -                      |
| Чисте, село     | -           | 862                    | 563                    | 249                    | 118                    |
| Щуче, село      | -           | 311                    | 292                    | 171                    | 130                    |